# Borough de North Down
Le borough de North Down (North Down Borough en anglais et Buirg Dúin Thuaidh en gaélique d’Irlande), officiellement appelé North Down (An Dún Thuaidh en gaélique d’Irlande), est un ancien district de gouvernement local d’Irlande-du-Nord.
Créé en octobre 1973, il fusionne avec le borough d’Ards en mars 2015 pour créer un autre district de gouvernement local, North Down and Ards.

## Géographie
Le district est situé dans le comté de Down.

## Histoire
Un district de gouvernement local (local government district en anglais) du nom de North Down est créé le 17 juillet 1972 par le Local Government (Boundaries) Order (Northern Ireland) du 20 juin 1972. Les institutions du district entrent en vigueur à compter du 1er octobre 1973 au sens du Local Government Act (Northern Ireland) du 23 mars 1972.
Par délibération du conseil du district du 20 août 1973, le district de North Down relève la charte de la corporation du borough de Bangor. Il devient donc, à compter du 1er octobre, le borough de North Down,.
La majeure partie des territoires des boroughs d’Ards et de North Down sont réunis par le Local Government (Boundaries) Act (Northern Ireland) du 23 mai 2008. Le borough résultant de la fusion des anciens districts, North Down and Ards, est créé à compter du 1er avril 2015 par le Local Government (Boundaries) Order (Northern Ireland) du 30 novembre 2012.

## Administration

### Conseil
Le North Down Borough Council, littéralement, le « conseil du borough de North Down », est l’assemblée délibérante du borough de North Down, composée de 20 (1973-1985), de 24 (1985-1993), puis de 25 membres (1993-2015), appelés les conseillers (councillors).
Un maire (mayor) et un vice-maire (deputy mayor) sont élus parmi les conseillers à l’occasion de chaque réunion générale annuelle du conseil du borough.

### Circonscriptions électorales
Le district de gouvernement local est divisé en autant de sections électorales (wards en anglais) que de conseillers. Celles-ci sont distribuées par zone électorale de district (district electoral area).
| Zone                           | 1973-1985,                                                             | 1985-1993                                                                                      | 1993-2015                                                                                      |
| ------------------------------ | ---------------------------------------------------------------------- | ---------------------------------------------------------------------------------------------- | ---------------------------------------------------------------------------------------------- |
| Première zone et ses sections  | A (5 sièges)                                                           | Abbey (6 sièges)                                                                               | Abbey (6 sièges)                                                                               |
| Première zone et ses sections  | - Ballyholme - Ballymagee - Bangor Harbour - Churchill - Groomsport    | - Bangor Castle - Bloomfield - Conlig - Harbour - Rathgael - Whitehill                         | - Bangor Castle - Bloomfield - Conlig - Harbour - Rathgael - Whitehill                         |
| Deuxième zone et ses sections  | B (5 sièges)                                                           | Ballyholme and Groomsport (6 sièges)                                                           | Ballyholme and Groomsport (7 sièges)                                                           |
| Deuxième zone et ses sections  | - Clandeboye - Conlig - Rathgael - Silverstream - Whitehill            | - Ballyholme - Ballymaconnell - Ballymagee - Broadway - Churchill - Groomsport                 | - Ballycrochan - Ballyholme - Ballymaconnell - Ballymagee - Broadway - Churchill - Groomsport  |
| Troisième zone et ses sections | C (5 sièges)                                                           | Bangor West (7 sièges)                                                                         | Bangor West (7 sièges)                                                                         |
| Troisième zone et ses sections | - Bangor Castle - Bryansburn - Crawfordsburn - Princetown - Springhill | - Bryansburn - Clandeboye - Crawfordsburn - Dufferin - Princetown - Silverstream - Spring Hill | - Bryansburn - Clandeboye - Crawfordsburn - Dufferin - Princetown - Silverstream - Spring Hill |
| Quatrième zone et ses sections | D (5 sièges)                                                           | Holywood (5 sièges)                                                                            | Holywood (5 sièges)                                                                            |
| Quatrième zone et ses sections | - Craigavad - Cultra - Holywood Demesne - Holywood Priory - Loughview  | - Craigavad - Cultra - Holywood Demesne - Holywood Priory - Loughview                          | - Craigavad - Cultra - Holywood Demesne - Holywood Priory - Loughview                          |